# Rekurrensparese
Rekurrensparese ist der medizinische Begriff für eine Schädigung des Rekurrensnervs Nervus laryngeus recurrens, der die Bewegungsanweisungen für die inneren Kehlkopfmuskeln vom Gehirn zum Kehlkopf leitet und somit für die Stimmgebung und Atmung wichtig ist.

## Anatomie und Einleitung
Der Nervus laryngeus recurrens hat seinen Namen aufgrund seines anatomischen Verlaufes: er entspringt im Hals aus dem Nervus vagus (10. Hirnnerv), reicht rechts bis an die Grenze zum Brustkorb und links bis hinein in den Brustkorb, wendet sich dann um eine Arterie und verläuft am Hals zum Kehlkopf zurück (lat. recurrere). Seine Funktion ist insbesondere die Leitung von Nervensignalen an die Muskulatur, die eine Regulation der Stimmlippenstellung und -spannung und damit die Stimmbildung ermöglichen, aber auch die Leitung von Nervensignalen aus der Schleimhaut des Kehlkopfes an das Gehirn.
Eine einseitige Schädigung des Nervs äußert sich in einer Heiserkeit als Folge einer verschlechterten Beweglichkeit des Stimmbandes/der Stimmlippe. Tritt eine solche Schädigung auf beiden Seiten auf, so behindern die Stimmlippen den Fluss der Atemluft und der Patient leidet unter einer erschwerten Atemtätigkeit.
Da der Nerv die Schilddrüse in unmittelbarer Nachbarschaft passiert, werden die häufigsten Schädigungen bei Schilddrüsen- oder Halsoperationen beobachtet. Um eine Schädigung zu vermeiden, wird während dieser Operationen der Nerv gezielt aufgesucht. Besser noch ist ein Neuromonitoring, bei dem mittels der Messung von elektrischen Muskelimpulsen schon kleinste Irritationen des Nervs sichtbar gemacht werden.
Aufgrund des hohen Gefährdungspotentials bei Halsoperationen wird regelmäßig nach der Operation eine Untersuchung der Stimmlippenbeweglichkeit durch einen HNO-Arzt oder Phoniater durchgeführt.
Neben Schilddrüsenoperationen gibt es eine Vielzahl von möglichen Ursachen wie Herzoperationen, Bandscheibenoperationen der Halswirbelsäule, Tumoren der Schilddrüse, der Lungenoberlappen, der Speiseröhre oder anderer Organe sowie Nervenschädigungen nach Virusinfektionen.

## Begriffsbestimmung/Einteilung

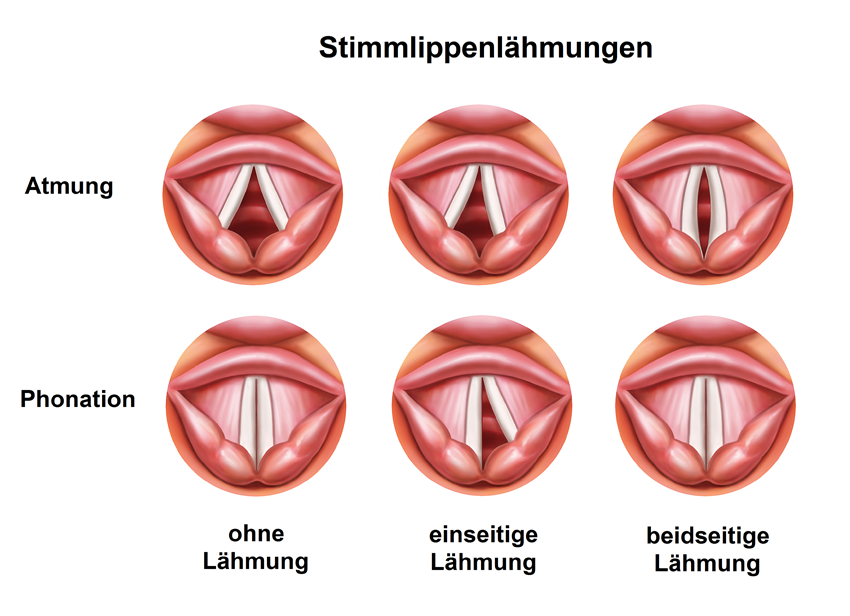
Stellung der Stimmlippen bei Respiration und Phonation

Häufig wird der Begriff Rekurrensparese vom Arzt synonym für einen teilweisen oder kompletten Stillstand einer oder beider Stimmlippen verwendet. Medizinisch betrachtet kann dies irreführend sein, da auch Vernarbungen am Kehlkopf nach einer Langzeitbeatmung, Verletzungen (Luxationen) und Entzündungen des Stellknorpelgelenkes (Rheuma), aber auch das Einwachsen eines Tumors in die Stimmlippe zu einem Stillstand führen können. Deshalb müssen weitere Untersuchungen durch den HNO-Arzt oder Phoniater
erfolgen, ehe man von einer Rekurrensparese sprechen kann. Gerade weil sich z. B. im Falle von Tumorerkrankungen weitere Konsequenzen ergeben, sollte jeder (unklare) Stimmlippenstillstand abgeklärt werden.
Im Sprachgebrauch wird die Rekurrensparese häufig auch als Stimmband- oder Stimmlippenlähmung bezeichnet.
Ein Stimmlippenstillstand kann einseitig oder beidseitig auftreten. Die gelähmte Stimmlippe kann in verschiedenen Positionen stillstehen. Sie kann mittig (median), neben der Mitte (paramedian, am häufigsten auftretend) oder seltener auch weiter seitlich (intermediär oder lateral) stehen.
Die Lähmung der Stimmlippen kann schlaff oder, wie in der Mehrzahl der Fälle, straff (d. h. mit erhaltener - Muskelspannung) sein. Viele Lähmungen sind anfangs schlaff und werden im Laufe der Zeit straff. Als Ursache wird ein ungeordnetes Nachwachsen des Nervs von der Schädigungsstelle in die innere Kehlkopfmuskulatur angesehen. Dies führt in der Regel zu einer Anspannung, nicht aber zu einer Bewegungswiederkehr der Stimmlippe, das allgemein als Synkinesie beschrieben wird.

## Symptome
Die Hauptbeschwerden unterscheiden sich bei ein- und beidseitigen Paresen.
Die einseitige Rekurrensparese verursacht durch den unvollständigen Schluss der Stimmlippen während der Stimmgebung Heiserkeit. Dies ist an  einer leisen, verhauchten, nicht steigerungsfähigen Stimme zu erkennen. Zusätzlich kommt es zu einer Kurzatmigkeit beim Sprechen (weil bei der Stimmbildung Luft ungenutzt entweicht). Die Atmung selbst ist meist nur durch eine ungünstige Stellung der gelähmten Stimmlippe beeinträchtigt, da die Öffnung der anderen, der gesunden Stimmlippe in Ruhe und bei leichter Belastung ausreichend ist. Wenn auch der Ursprungsnerv (Nervus vagus) betroffen ist, können Fehlschlucken und Schluckprobleme hinzukommen.
Bei beidseitiger Rekurrensparese ist die verbleibende Stimmritze beim Ein- und Ausatmen äußerst schmal. Zusätzlich werden die kraftlosen Stimmlippen durch den Atemstrom noch weiter angesaugt (Bernoulli-Effekt).  Der Fluss der Atemluft ist oft erheblich behindert. Dies  verursacht vor allem unter Belastung, bei Atemwegsinfekten und nicht selten auch im Schlaf Atemnot sowie wahrzunehmende Atemgeräusche bei Ein- und Ausatmung (Stridor). Die Patienten schnarchen oft sehr laut, teilweise mit gefährlichen Atemaussetzern (Schlafapnoen). Im Extremfall ist bei beidseitigen Lähmungen die Anlage einer Trachealkanüle erforderlich. Diese lebensnotwendige Maßnahme wird von den Patienten als soziale Stigmatisierung empfunden, worunter sie zusätzlich leiden.
Durch den verminderten Luftaustausch der Lunge mit der Umgebung haben beidseitig Betroffene auch öfter Probleme mit Kurzatmigkeit. Bei zusätzlichen Erkrankungen, wie zum Beispiel Grippe, kann dies vor allem bei beidseitig Betroffenen eine starke Atemnot bewirken. Ebenso kann auch Lachen oder eine emotionale Situation eine Atemnot verursachen.
Betroffene leiden meist unter schlechter Schlafqualität und benötigen teilweise Schlafpausen tagsüber. Aufgrund der ständigen Unterversorgung mit ausreichend Luft können in Folge auch Erkrankungen des Herz-Kreislauf-Systems auftreten (z. B. Bluthochdruck). Seltener sind Muskelschmerzen zu beobachten, die wohl ebenfalls mit der unzureichenden Atmung zusammenhängen. Es kommt auch zu starken Einbußen in der körperlichen Leistungsfähigkeit, speziell bei beidseitigen Rekurrensparesen. Sehr oft sind Betroffene im alltäglichen Leben stark eingeschränkt. Die meisten Patienten mit einer beidseitigen Rekurrensparese sind langfristig oder sogar dauerhaft arbeitsunfähig.

## Ursachen
| Ursache                                        | prozentuale Verteilung |
| ---------------------------------------------- | ---------------------- |
| Schilddrüsenoperationen (Struma)               | 35–40 %                |
| Idiopathisch                                   | 30–35 %                |
| Tumorinfiltrationen aus anderen Körperregionen | 30 %                   |
| Viral                                          | 30 %                   |
| Trauma                                         | 30 %                   |

Eine Rekurrensparese kann viele Ursachen haben. Nicht immer kann die Ursache nachgewiesen werden. Solche idiopathischen Paresen betreffen häufig den gesamten Ursprungsnerv (Nervus vagus). Vermutet werden nicht nachweisbare Virusinfektionen des Nervs oder Reaktivierungen von bereits vorhandenen Viren (meist Zoster/Windpockenvirus). Lähmungen des Ursprungsnervs können auch Folge von Schlaganfällen, d. h. von Blutungen oder Gefäßverschlüssen im Gehirn, sein. Bösartige Tumore wie Schilddrüsenkarzinome oder Ansiedelungen von bösartigen Tumoren (Metastasen) können den Nervus laryngeus recurrens oder den Nervus vagus im Verlauf schädigen und eine Parese herbeiführen. Tumore können auch direkt im Gehirn auftreten und so das Ursprungsgebiet des Nervus vagus schädigen. Verletzungen des Nervs treten auch durch Operationen an Schilddrüse, Wirbelsäule, Halsgefäßen, Herz und Lunge auf.
Selten wird eine Rekurrensparese durch direkte Verletzungen des Halses oder durch Druck auf den Nerv, z. B. durch einen Beatmungsschlauch, verursacht.
Quellen:

## Diagnose
Die Standards zur Abklärung eines Stimmlippenstillstandes sind nicht einheitlich. Wichtige Hinweise auf mögliche Ursachen ergeben sich aus der genauen Erfassung der Krankengeschichte.
Grundsätzlich gilt, dass bei einer Nervenschädigung mit unbekannter Ursache eine Tumorerkrankung im Verlauf der Stimmbandnerven ausgeschlossen werden sollte. Dies geschieht durch eine gründliche HNO-Endoskopie und ergänzend durch bildgebende medizinische Verfahren (Ultraschalluntersuchung des Halses, Computertomografie (CT) des Brustkorbes vor allem bei linksseitigen Lähmungen und Magnetresonanztomografien (MRT) des Halses einschließlich der Schädelbasis und ggf. des Gehirns).
Bei Tumorverdacht werden in einer Narkoseendoskopie auch die Anteile des Schlundes (der Hypopharynx) und der oberen Speiseröhre dargestellt und es wird die passive Beweglichkeit der Stimmlippenstellknorpel (Aryknorpel) geprüft.
Eine Stimmdiagnostik dient der Beurteilung der Stimmqualität und der stimmlichen Leistungsfähigkeit. Der Stimmbefund ist wichtig für die Planung und Erfolgseinschätzung einer möglichen Stimmtherapie (logopädische Behandlung).
Bei unvollständigen oder nur teilweise ausgeheilten Lähmungen kann mit einer stroboskopischen Kehlkopfuntersuchung eine Art Zeitlupenaufnahme erzeugt werden, die Auskunft über Spannung und Feinbeweglichkeit der Stimmlippen bei der Stimmgebung gibt. Stroboskopie und Stimmbefund sind wichtig für die Erstellung eines individuellen Behandlungsplanes zur Verbesserung der Stimme.
Mit Atemtests (Spirometrie, Bodyplethysmographie) wird die Einschränkung der Atemluftpassage durch den Kehlkopf gemessen, insbesondere bei Patienten mit beidseitigen Paresen.
Eine Elektromyografie der Kehlkopfmuskeln (Larynx-EMG), bei der die elektrische Aktivität der Kehlkopfmuskeln über dünne Nadelelektroden abgeleitet wird, dient der genaueren Unterscheidung zwischen einer Nervenschädigung oder anderen Ursachen einer Beweglichkeitsstörung der Stimmlippe sowie der Eingrenzung des Schädigungsortes im Nervenverlauf. Das Larynx-EMG kann in gewissen Grenzen eine Prognose auf den Verlauf einer Rekurrensparese geben.
Schlechte Heilungschance können im Larynx-EMG frühzeitig erkannt werden. Diese spezielle Untersuchung steht noch nicht flächendeckend in den Behandlungszentren zur Verfügung.
Alle Untersuchungsergebnisse müssen vom behandelnden Arzt immer im Zusammenhang gesehen und für jeden Patienten muss ein individueller Diagnose- und Behandlungsplan erstellt werden.

## Epidemiologie
Wissenschaftliche Meinungen zu diesem Thema gehen von etwa zehntausend einseitigen, sowie eintausend beidseitigen Stimmlippenlähmungen pro Jahr in den deutschsprachigen Ländern aus. Detaillierte Angaben in der wissenschaftlichen Literatur sind aber sehr spärlich und nicht immer eindeutig.

## Behandlung
Die Behandlung richtet sich nach der Ursache und den vorherrschenden Beschwerden.
Liegt eine behandlungsbedürftige Grunderkrankung als Ursache für den Stimmlippenstillstand oder die Rekurrensparese vor, wie beispielsweise eine Tumorerkrankung, so sollte diese entsprechend therapiert werden.
Wenn die Beschwerden, etwa bei einer sich rasch erholenden einseitigen Parese, gering sind, ist nicht immer eine spezielle Behandlung erforderlich. Nach der entsprechenden Diagnostik wird der HNO-Arzt oder Phoniater den weiteren Verlauf kontrollieren.
Bei einseitigen Stimmlippenparesen mit schlechter Stimme zielt die Behandlung auf eine Stimmverbesserung ab. Die bevorzugte Therapieform ist in diesem Fall die Stimmübungsbehandlung (Logopädie). Durch spezielle Übungen gelingt es den Therapeuten, den Schluss der Stimmlippen bei der Stimmgebung zu verbessern. Ein möglichst vollständiger Kontakt der beiden Stimmlippen zueinander ist für einen effizienten und harmonischen Schwingungsablauf bei der Stimmgebung wichtig. Wenn dies im Verlauf der logopädischen Therapie nicht erzielt werden kann, sind weiterführende Maßnahmen erforderlich. Diese haben das Ziel, die gelähmte Stimmlippe näher zur Mittellinie (Medialisierung) und damit zur gesunden Seite zu verlagern.
In vielen Fällen kann die Medialisierung durch eine Unterspritzung der Stimmlippe (Stimmlippenaugmentation) erreicht werden. Es gibt hierfür verschiedene Substanzen unterschiedlicher Konsistenz und Verweildauer im Gewebe, so dass für jeden Fall die geeignete Substanz gewählt werden kann. Stimmlippenaugmentationen lassen sich sowohl in örtlicher Betäubung als auch in einer kurzen Vollnarkose vornehmen.
Chirurgische Verfahren zur Medialisierung der gelähmten Stimmlippe kommen dann in Betracht, wenn eine alleinige Augmentation nicht ausreicht. Im Wesentlichen werden zwei Verfahren verwendet. Die Medialisierung der Stimmlippe von außen durch Einbringen eines „Stempels“ zwischen Stimmlippe und Schildknorpel (Thyreoplastik Typ I nach Isshiki, mit körpereigenem Knorpel, Silikon, Titanspangen oder Goretexstreifen) und die Einwärtsdrehung des Stimmlippenstellknorpels (Arytänoidadduktion) durch spezielle Zügelnähte. Beide Verfahren lassen sich auch kombinieren.
Bei den beidseitigen Stimmlippenlähmungen steht die Sicherung einer ausreichenden Atmung im Vordergrund. Im Notfall kann die Anlage eines Luftröhrenschnittes (Tracheotomie) erforderlich sein.
Bei dauerhafter Einschränkung der Atmung bei körperlicher Anstrengung wird eine operative Erweiterung der Stimmritze (Glottiserweiterung) angestrebt. Da ein solcher Eingriff die Stimmqualität gefährdet und in der Regel nicht rückgängig gemacht werden kann, sollten Glottiserweiterungen erst dann erfolgen, wenn mit einer Bewegungswiederkehr des Kehlkopfs durch Heilung zumindest eines Stimmlippennervs nicht mehr zu rechnen ist. Aufgrund des langsamen Nachwachsens des Nervs wird allgemein eine Heilungsbewährung von mindestens 6 bis 12 Monaten angeraten.
Durch ein Larynx-EMG könnte die Prognose früher abgeschätzt und damit in manchen Fällen die Wartezeit auf eine Glottiserweiterung verkürzt werden.

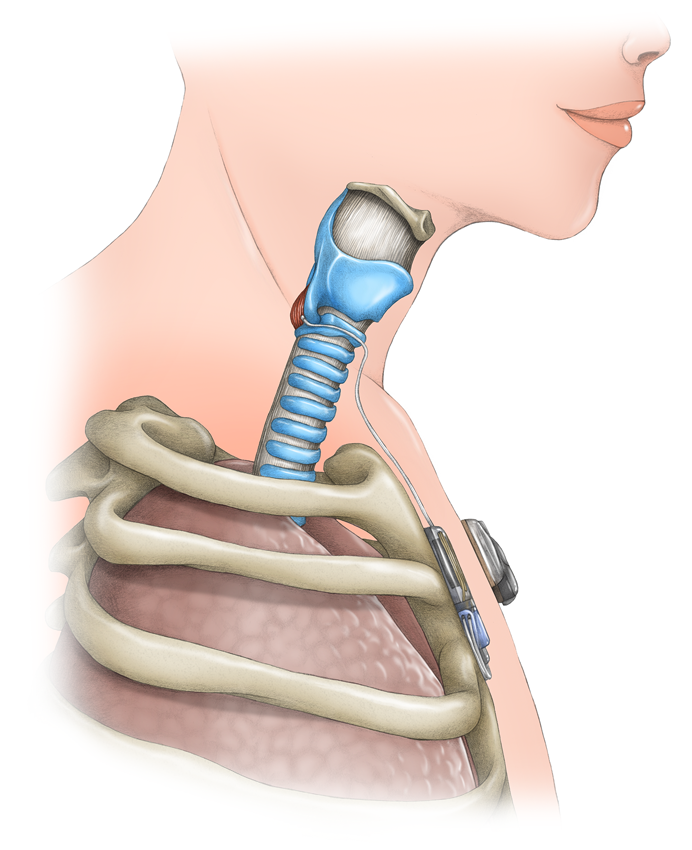
Illustration eines implantierten Kehlkopfschrittmachers

Man unterscheidet zwischen einem teilweise rückgängig zu machendem Verfahren zur Seitverlagerung einer Stimmlippe mittels einer speziellen Naht (Lateralisation nach Lichtenberger) und verschiedenen dauerhaften Verfahren der Glottiserweiterung. Bei diesen wird eine der (sehr selten beide) Stimmlippen mit dem Laserstrahl eingeschnitten und Teile der Stimmlippe bzw. des Stellknorpels entfernt. Durch diese Erweiterung des Atemweges kommt es fast immer zu einer gewissen Verschlechterung der Stimme, da kein vollständiger Stimmlippenschluss mehr möglich ist. Je stärker die Erweiterung vorgenommen wird, umso schwächer wird die Stimme. Daher ist es erforderlich, einen möglichst guten Kompromiss zwischen Verbesserung der Atmung und Erhalt der Stimme zu finden.
Um dem Anspruch gerecht zu werden, die Stimme zu erhalten und dennoch die Atmung zu verbessern, ist eine zumindest teilweise Wiederherstellung der Stimmlippenbeweglichkeit erforderlich. Ein Blick in die Forschung deutet darauf hin, dass zukünftig dynamische Behandlungsansätze möglich werden.
Rekurrensparesen könnten in Zukunft mit einem sogenannten Kehlkopfschrittmacher behandelt werden. Dieses neuartige Implantat wurde bereits im Rahmen einer first-in-human Studie bei mehreren Patienten eingesetzt. Erste Ergebnisse belegen, dass die Methode sicher ist, und brachten erste Hinweise darauf, dass die Methode eine Verbesserung der Atmung ohne Beeinträchtigung der Stimmqualität erlaubt.